# Булаєнко Іван Савелійович
Іван Савелійович Булаєнко (1912—2000) — радянський офіцер, учасник Німецько-радянської війни, Герой Радянського Союзу (1945). Гвардії підполковник.
У роки Німецько-радянської війни пройшов шлях від командира стрілецької роти до командира 11-го гвардійського Кишинівського повітряно-десантного полку 5-ї гвардійської повітряно-десантної дивізії.

## Життєпис

### Ранні роки
Народився 7 вересня 1912 року в селищі Форштадт нині Верхньоуральського району Челябінської області в родині українського селянина. В одинадцять років пішов з дому вчитися. Закінчив сім класів у школі. У 1933 році Іван Булаєнко закінчив Пермський фінансово-економічний технікум, а в наступному році був прийнятий до лав Червоної армії, де служив командиром взводу у 23-й стрілецькій дивізії в Харківському військовому окрузі. У 1936 році, після закінчення курсів удосконалення офіцерського складу (КУОС), В. С. Булаєнко було надане звання лейтенанта.
У 1937 році Іван Булаєнко вийшов у запас працював заступником керуючого севастопольським відділенням Державного банку. Член ВКП(б)/КПРС з 1940 року.

### У роки Німецько-радянської війни
У червні 1941 року Івана Булаєнка було вдруге призвано севастопольським міським військкоматом і у званні старшого лейтенанта він вирушив на фронт. Булаєнко відразу ж був призначений командиром стрілецької роти 150-ї стрілецької дивізії 9-ї армії, а вже восени 1941 року — став командиром стрілецького батальйону 756-го стрілецького полку цієї дивізії.
Брав участь у Ростовській операції та бої на Міус-фронті. 5 листопада 1941 року в боях біля сіл Денисово-Алексєєвка і Генеральське його батальйон завдав великої шкоди ворогу, в той час, як Іван Булаєнко особистим прикладом надихав бійців і брав безпосередню участь у боях, за що був нагороджений медаллю «За відвагу». У грудні 1941 року був важко поранений і евакуйований до шпиталю.
Після лікування Іван Булаєнко відправився на КУОС в Саратов, але у зв'язку з наступом німців був змушений перервати навчання. Отримав призначення в дислоковану в Саратові 120-у стрілецьку дивізію 8-ї резервної армії, де став командиром 543-го стрілецького батальйону. Незабаром 8-а резервна армія стала 66-ю і в серпні 1942 року зайняла смугу оборони на північ від Сталінграда. У вересні 1942 року 66-а армія спробувала прорвати німецький фронт, щоб з'єднатися з бійцями 62-ї армії, які вже вели вуличні бої в Сталінграді. В одному з боїв Іван Булаєнко був поранений кулею в плече, але, попри це, зумів знищити два кулеметних розрахунки супротивника за допомогою мінометного вогню, давши можливість піхоті продовжувати наступ. Тоді ж Іван Булаєнко отримав подвійне поранення в руку і спину від вибуху німецької міни, але категорично відмовлявся покинути поле бою і був винесений тільки за наполяганням командування. За героїзм, проявлений у боях, В. С. Булаєнко був нагороджений Орденом Червоного Прапора.
У січні 1943 року, після одужання, Іван Булаєнко, до того часу підвищений у званні до капітана, повернувся у свою дивізію, яка в складі Донського фронту брала участь у ліквідації німецької 6-ї армії. Батальйон Івана Булаєнко брав участь у запеклих вуличних боях, і до кінця Сталінградської битви за масовий героїзм бійців, 120-а стрілецька дивізія була перетворена в 69-у гвардійську. У травні 1943 року гвардії майор Іван Булаєнко був призначений командиром 208-го гвардійського стрілецького полку, а в серпні, в складі Воронезького фронту, взяв участь у визволенні Лівобережної України.
У грудні 1943 року Іван Булаєнко знову отримав поранення, а після повернення з госпіталю був призначений командиром 11-го гвардійського повітряно-десантного полку 5-ї гвардійської дивізії у складі 4-ї гвардійської армії 2-го Українського фронту. З новим підрозділом, на початку 1944 року Іван Булаєнко брав участь у Корсунь-Шевченківській операції, в травні — в Умансько-Ботошанській операції, за результатом яких був вдруге нагороджений Орденом Червоного Прапора за вміле командування полком. Тоді ж (у квітні 1944 року) Іван Булаєнко став гвардії підполковником.
Під час Яссо-Кишинівської операції на полк Івана Булаєнка було покладене особливе завдання прориву в тил ворожого Кишинівського угруповання з метою відрізання його від переправ по річці Прут. Успішно виконане завдання сприяла звільненню міста Унгени та селища Леушень. Жорстка оборона, зайнята 11-м гвардійським полком у Леушень, не дала німцям пробитися в західному напрямку, в той час, як війська 3-го Українського фронту визволяли Кишинів.
Після ліквідації Кишинівського угруповання німецьких військ, 4-а гвардійська армія була передана до складу 3-го Українського фронту. Полк Івана Булаєнка брав участь у Будапештській операції. На початку грудня 1944 року полк форсував Дунай, а вже 24 грудня — вів вуличні бої в Секешфегерварі. Вийшовши до озера Балатон, полк опинився на ділянці, де у супротивника були зосереджені ударні частини групи армій «Південь». За 3 перших місяці 1945 року полк тричі витримував контрнаступи німців, зазнавати найбільших збитків у своїй історії. Гвардії підполковник Іван Булаєнко неодноразово замінював вибулих бійців і бився, як простий солдат. Під натиском переважаючих сил противника його полк відступив, втративши Секешфегервар, однак противнику не вдалося прорватися в Будапешт. Полк Івана Булаєнка вдруге взяв участь у боях за Секешфегервар у березні 1945 року і, відбивши місто у супротивника, спрямував до території Австрії. За бої в Угорщині підполковник Іван Булаєнко був нагороджений орденом Суворова 3-го ступеня.
У квітні 1945 року полк Івана Булаєнка взяв участь у штурмі Відня. Під час боїв на вулицях Відня, його бійці зуміли опанувати добре укріпленим, опорним вузлом опору противника, а також взяти під контроль арсенал, хімічний і машинобудівний заводи зі складами та електростанцію з обладнанням. У Відні гвардії підполковник Іван Булаєнко закінчив свій бойовий шлях.
Указом Президії Верховної Ради СРСР від 28 квітня 1945 року за зразкове виконання бойових завдань командування на фронті та проявлені при цьому мужність і героїзм гвардії підполковнику Івану Савелійовичу Булаєнко було надане звання Героя Радянського Союзу з врученням Ордена Леніна (№ 41946) і медалі «Золота Зірка» (№ 4963).

### Після війни
Після війни Іван Булаєнко командував 354-м гвардійським стрілецьким полком 112-ї гвардійської стрілецької дивізії в складі Центральної групи військ і перебував у резерві Військової Ради Київського військового округу. У 1947 році звільнився в запас, переїхав до Харкова й працював головою «Харківлегпостачзбуту».
Помер 21 лютого 2000 року. Похований на кладовищі № 2 у Харкові.

## Нагороди та звання
Радянські державні нагороди та звання:
- Герой Радянського Союзу (29 червня 1945)
- орден Леніна (29 червня 1945)
- два ордени Червоного Прапора (5 листопада 1942; 1 квітня 1944)
- орден Суворова III ступеня (10 квітня 1945)
- орден Олександра Невського (СРСР) (28 вересня 1944)
- орден Вітчизняної війни I ступеня (11 березня 1985)
- медалі, в тому числі:
  - медаль «За відвагу» (20 лютого 1942)
  - медаль «За оборону Сталінграда»
  - медаль «За взяття Будапешта»
  - медаль «За взяття Відня»
  - медаль «За перемогу над Німеччиною»

## Пам'ять
У селищі міського типу Десна Чернігівської області встановлено бюст Івану Булаєнку. У Харкові на будинку № 3а на вулиці Юри Зойфера, де жив Іван Булаєнко, встановлена меморіальна дошка. Його ім'я викарбуване на Алеї Героїв у місті Корсунь-Шевченківський Черкаської області.